# Liniers (D-51)
El Liniers (D-51) fue un destructor perteneciente a la clase Liniers, construido por la Empresa Nacional Bazán para la Armada Española, cuyo origen se remonta a la clase Scott británica de la Primera Guerra Mundial, de los que se derivaron los españoles de la clase Churruca, son considerados por algunas fuentes como su tercera serie.
Su nombre, honraba la memoria de Santiago de Liniers, administrador colonial de la corona española y virrey del Virreinato del Río de la Plata .

## Historial
Fue entregado a la Armada el 27 de enero de 1951 en Cartagena. Tras ser modernizado gracias al convenio de ayuda mutua firmado entre España y los Estados Unidos en 1953, fue reclasificado como "Fragata rápida", aunque conservó su numeral, siendo nuevamente entregado el 19 de septiembre de 1962, pasando a ser insignia de una nueva escuadrilla de fragatas rápidas adscrita a la división naval del Mediterráneo.
En el transcurso de las maniobras antisubmarinas "Hispania I" en noviembre de 1964, el  Audaz (D-31), sufrió una avería en su radar, y tuvo que recibir la pieza de repuesto en el mar desde el Liniers (D-51).
En febrero de 1970, participó en las maniobras hispano-francesas "Finisterre VIII", junto con otros 7 buques españoles y 9 franceses.